# سيكورسكي سي إتش-54
سيكورسكي سي إتش-54  (بالإنجليزية: Sikorsky CH-54 Tarhe)‏ هي مروحية ذات محركين للنقل الثقيل، أنتجت في الولايات المتحدة. من صناعة سيكورسكي للطائرات. كانت تستخدم بشكل أساسي من قبل القوات البرية للولايات المتحدة. كان أول طيران لها في 9 مايو 1962. انتهت خدمتها في 1991. صنع منها 105 طائرة.